# کلادیو (میناس گرایس)
کلادیو (به پرتغالی: Cláudio) یک منطقهٔ مسکونی در برزیل است که در میناز ژرایس واقع شده‌است. کلادیو ۶۳۰٫۷۰۶ کیلومتر مربع مساحت و ۲۸٬۸۵۹ نفر جمعیت دارد و ۸۳۲ متر بالاتر از سطح دریا واقع شده‌است.